# Bogusława Knapczyk
Bogusława Knapczyk (ur. 8 kwietnia 1970 w Szczawnicy) – polska kajakarka, olimpijka z Barcelony 1992 i Atlanty 1996.
Wielokrotna (8) mistrzyni Polski w latach 1988-1992.
Na igrzyskach w Barcelonie wystartowała w konkurencji K-1 slalom zajmując 19. miejsce, a na igrzyskach w Atlancie w tej samej konkurencji zajęła 21. miejsce.